# Some Girls (The Rolling Stones)
Some Girls è un brano musicale del gruppo rock britannico The Rolling Stones, title track del loro omonimo album del 1978. Rappresenta la terza occasione nella quale una canzone della band diede il titolo anche all'album in essa contenuta.

## Il brano
Insieme ad altri precedenti brani del gruppo che causarono varie controversie (Under My Thumb, Yesterday's Papers, Brown Sugar, Star Star) per la loro degradante rappresentazione delle donne, Some Girls causò proteste da parte delle associazioni femministe e dei diritti civili per l'apparente misoginia e razzismo di frasi del testo quali: «black girls just want to get fucked all night» ("le negre vogliono solo essere scopate tutta la notte"). Mick Jagger e gli altri membri della band difesero la canzone, affermando che il testo era un'ironica presa in giro degli stereotipi sessuali dell'epoca.
Il brano è rappresentativo del non comune utilizzo delle chitarre steel da parte del gruppo nell'album Some Girls, con un insolito, ronzante, groove a due accordi che è tra gli arrangiamenti più insoliti mai prodotti dagli Stones. L'incisione originale della traccia dura circa 23 minuti e comprende svariate parti di testo improvvisate sul momento da Jagger in studio di registrazione. Il suonatore d'armonica a bocca Sugar Blue fornì alla traccia un virtuosistico assolo in stile blues.

### Esecuzioni dal vivo
Dopo anni di oblio, la canzone venne recuperata e frequentemente eseguita dal vivo dagli Stones nel corso del tour in Nord America del 1999 chiamato "No Security Tour", che concentrava l'attenzione sui brani meno noti della band. 

## Formazione
The Rolling Stones
- Mick Jagger - voce
- Keith Richards - basso, cori
- Ronnie Wood - chitarra, cori
- Bill Wyman - sintetizzatore
- Charlie Watts - batteria

Altri musicisti
- Sugar Blue - armonica